# Sommer-Paralympics 2016/Teilnehmer (Niger)
| stlisierte Goldmedaille | stlisierte Silbermedaille | stlisierte Bronzemedaille |
| ----------------------- | ------------------------- | ------------------------- |
| —                       | —                         | —                         |

Niger entsendete zu den Paralympischen Sommerspielen 2016 in Rio de Janeiro zwei Athleten, einen Mann und eine Frau.

## Teilnehmer nach Sportart

### Leichtathletik
Frauen:
- Balkissa Mamadou Amadou (Speerwurf F53/54) – 13,25 m (Platz 11)

Männer:
- Ibrahim Dayabou (100 Meter / Weitsprung F45/46/47) – Vorlauf / 5,43 m (Platz 15)